# 復株絫若鞮單于
复株絫若鞮单于（？—前20年），挛鞮氏，名雕陶莫皋，是西漢後期匈奴單于。

## 生平
他是呼韓邪單于之子，母親是大閼氏。汉成帝建始二年（前31年），呼韓邪在死前立他繼任單于，「約令傳國與弟」。復株累繼位後依匈奴俗，復娶王昭君为阏氏，兩人生了兩個女兒。他承父志，与汉朝保持和好。派遣儿子右致卢儿王醯谐屠奴侯入侍汉朝。河平元年（前28年），再派右皋林王伊邪莫演至汉进贡。河平四年（前25年），亲自朝觐汉成帝，受礼遇，汉使班伯持节至塞下相迎，由中郎将王舜护送至京，受厚赐，居二月北归。復株累在位11年（前31年－前20年），死後由同母弟且糜胥（搜諧若鞮單于）繼任單于。
自呼韓邪單于以後，匈奴與漢的關係密切，他們見漢帝的諡號通常有「孝」字，便仿效之。匈奴謂孝為「若鞮」，從復珠累單于以後皆稱若鞮。

## 影視形象
- 2007年电视剧《王昭君》：任天野饰復株絫若鞮單于